# Mayday w stratosferze
Mayday w stratosferze (ang. Mayday at 40,000 Feet!) – amerykański dramat sensacyjny z 1976 roku w reżyserii Roberta Butlera. Wyprodukowany przez Andrew J. Fenady Productions i Warner Bros. Television.
Premiera filmu miała miejsce 12 listopada 1976 roku w Stanach Zjednoczonych.

## Opis fabuły
Oficer Sam Riese (Broderick Crawford) ma eskortować podejrzanego o morderstwo przestępcę z Salt Lake City do Chicago. Na pokładzie samolotu Riese ma atak serca, w wyniku którego umiera. Podejrzany Greco (Marjoe Gortner) odbiera mu rewolwer i próbuje sterroryzować załogę samolotu. Padają strzały, w wyniku których ranny zostaje kapitan samolotu (David Janssen) a także pasażerka. Równocześnie uszkodzeniu ulega samolot. Jedna z kul uszkodziła hydraulikę, co powoduje trudności w pilotowaniu maszyną. Próbę posadzenia maszyny na ziemi podejmują drugi pilot Stan Burkhard (Christopher George) oraz inżynier pokładowy Mike Fuller (Don Meredith).

## Obsada
- David Janssen jako kapitan Pete Douglass
- Don Meredith jako Mike Fuller
- Christopher George jako Stan Burkhart
- Ray Milland jako doktor Joseph Mannheim
- Lynda Day George jako Cathy Armello
- Margaret Blye jako Susan Mackenzie (wymieniona jako Maggie Blye)
- Marjoe Gortner jako Greco
- Broderick Crawford jako oficer Sam Riese
- Tom Drake jako Harry Jensen
- Christopher Norris jako Cindy Jensen
- Hari Rhodes jako Belson (wymieniony jako Harry Rhodes)
- Warren Vanders jako Glen Meyer
- Shani Wallis jako Terry Dunlap
- Jane Powell jako Kitty Douglass
- William Bryant jako Kent
- John Pickard jako Wynberg

i inni